# Guadalupe, Santander
Guadalupe är en ort i Colombia.   Den ligger i departementet Santander, i den centrala delen av landet, 200 km norr om huvudstaden Bogotá. Guadalupe ligger 1 444 meter över havet och antalet invånare är 2 181.
Terrängen runt Guadalupe är kuperad åt sydost, men åt nordväst är den bergig. Runt Guadalupe är det ganska glesbefolkat, med 43 invånare per kvadratkilometer. Närmaste större samhälle är Oiba, 13,3 km öster om Guadalupe. I omgivningarna runt Guadalupe växer i huvudsak städsegrön lövskog.